# Echenais aminias
Echenais aminias är en fjärilsart som beskrevs av William Chapman Hewitson 1863. Echenais aminias ingår i släktet Echenais och familjen Riodinidae. Inga underarter finns listade i Catalogue of Life.